# Koreoniscus huaguoshanensis
Koreoniscus huaguoshanensis là một loài chân đều trong họ Trachelipodidae. Loài này được Tang & Hong miêu tả khoa học năm 2000.